# Epigynopteryx perviata
Epigynopteryx perviata là một loài bướm đêm trong họ Geometridae.